# Karl Willnecker
Karl Willnecker (* 6. November 1892 in Fürth) war ein deutscher Fußballspieler und Fußballtrainer.

## Werdegang

### Spieler
Karl Willnecker begann seine Karriere bei der SpVgg Fürth und gehörte von 1911 bis 1920 der ersten Mannschaft an. Mit den „Kleeblättern“ wurde er zwischen 1912 und 1914 dreimal in Folge Meister der Ostkreisliga. 1914 wurde er mit den Fürthern zunächst süddeutscher und dann deutscher Meister, blieb jedoch beim 3:2-Sieg nach Verlängerung im Endspiel gegen den VfB Leipzig ohne Einsatz. Er blieb noch bis 1920 im Verein und übernahm anschließend 03 Ludwigshafen als Spielertrainer.
In der Saison 1922/23 lief Willnecker als Spielertrainer für den SV Waldhof aus Mannheim auf. In der folgenden Saison trainierte er Wormatia Worms und wirkte ebenfalls noch selbst als Spieler mit. Anschließend, von 1924 bis etwa 1928 war er beim Lokalrivalen Alemannia Worms aktiv.

### Trainer
Eine seiner ersten Stellen als „Nur“-Trainer hatte Willnecker in der Saison 1929/30 beim 1. FC Schweinfurt 05. In den frühen 1930er Jahren war es Borussia Fulda, die er bis in das Endspiel um die westdeutsche Meisterschaft führte. 1933 trainierte er den CSC 03 Kassel. Im Laufe jenes Jahrzehnts betreute er mehrfach verschiedene Vereine gleichzeitig, unter ihnen erstmals ab 1934/35 den VfB 03 Bielefeld, 1935/36 (auch) die SpVg Beckum, bevor er ab 1936 sowohl Arminia Bielefeld als auch den VfL Osnabrück trainierte. Die Mannschaft von Arminia erreichte zwei Jahre später den Aufstieg in die erstklassige Gauliga Westfalen. 
Anfang 1938 präsentierte die Regionalpresse Willnecker jedoch erneut als Trainer des VfB Bielefeld und weiterhin gleichzeitig des VfL Osnabrück; zusätzlich werde er jetzt noch den SVA Gütersloh übernehmen. Am Ende der darauf folgenden Saison, 1938/39, gelang ihm mit dem VfB der Aufstieg in die Gauliga Westfalen. Danach verließ er nach mehreren Jahren diesen Verein und wechselte zu TuRU Düsseldorf. Während des Krieges nach Hannover gelangt, übernahm er dort 07 Linden.
Nach einer längeren Pause trainierte er während eines Teils der Saison 1947/48 den SV Arminia Hannover in der erstklassigen Oberliga Nord. Er übernahm den künftigen Ligarivalen 1. SC Göttingen 05 schon während der Aufstiegsrunde 1948. Von 1949 bis 1952 wirkte Karl Willnecker bei der SpVgg Preußen Hameln in der zweitklassigen Amateuroberliga Niedersachsen. Für die Saison 1952/53 kehrte er zum SV Arminia Hannover zurück, wurde aber Ende Januar 1953 von Kuno Klötzer abgelöst.